# Чемерський заказник
Че́мерський зака́зник — ботанічний заказник місцевого значення в Україні. Розташований у межах Козелецького району Чернігівської області, між селами Чемер і Будище. 
Площа 255 га. Статус присвоєно згідно з рішенням Чернігівського облвиконкому від 23.09.1991 року № 215. Перебуває у віданні ДП «Остерський лісгосп» (Олишівське л-во, кв. 73-77). 
Статус присвоєно для збереження лісового масиву з насадженнями дуба і граба. У домішку — береза, вільха та інші. 
У південній частині заказника розташована ботанічна пам'ятка природи «Олишівська ділянка грабу».